# Marmertrilspin

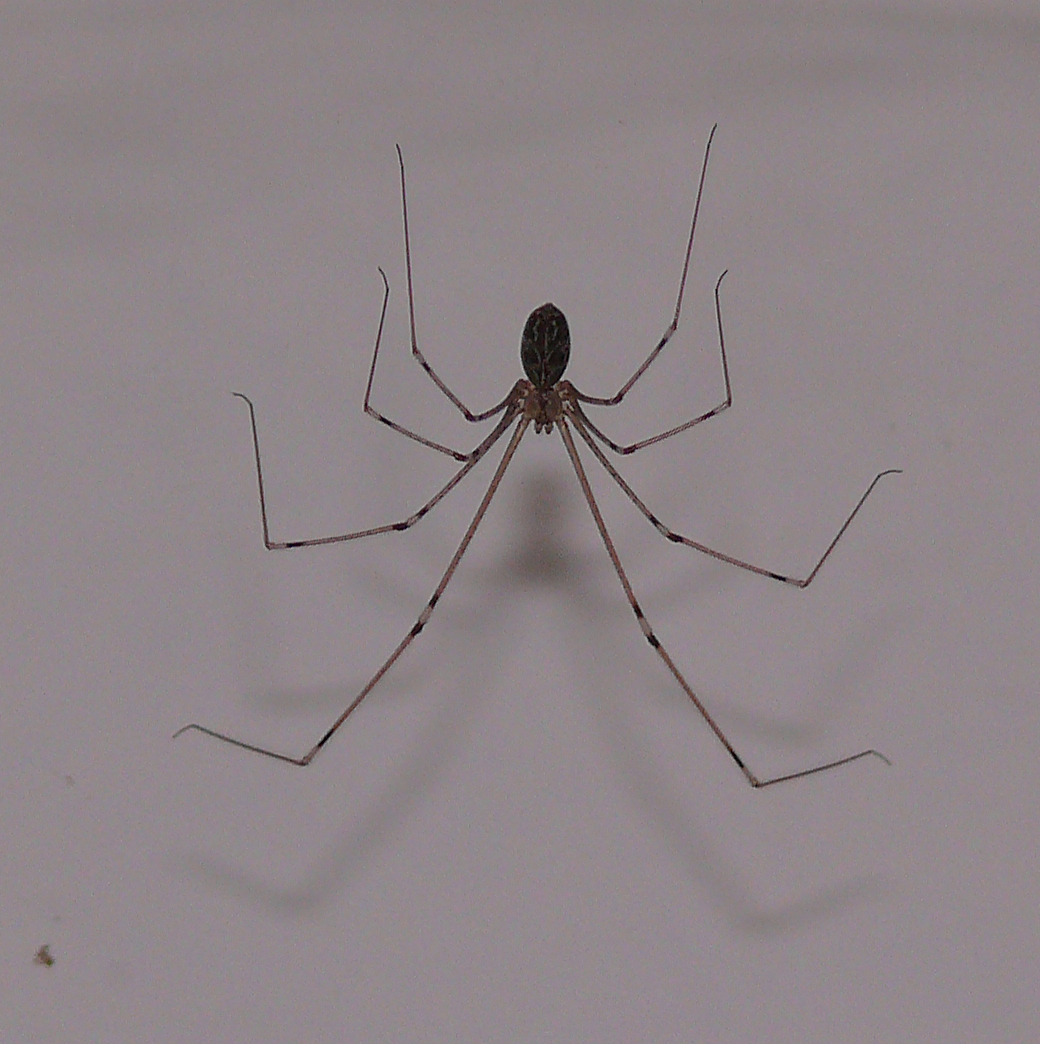
Holocnemus pluchei

De marmertrilspin (Holocnemus pluchei) is een spinnensoort uit de familie der trilspinnen (Pholcidae). Deze spin komt oorspronkelijk alleen voor in het Middellandse Zeegebied. In België komt de soort tegenwoordig ook voor en de spin is recentelijk ook aangetroffen in Nederland.
Deze spin wordt 7 tot 10 mm groot en ontleent zijn naam aan de marmering op het achterlijf. Ze leven bij ingangen van grotten, kelders en verwoeste gebouwen. Het is een van oorsprong mediterrane soort die naar het noorden oprukt.

## Synoniemen
- Aranea pluchii - Scopoli, 1763
- Aranea rivulata - Forsskål, 1775
- Holocnemus pluchii - Timm, 1976
- Holocnemus rivulatus - Simon, 1873
- Pholcus barbarus - Lucas, 1846
- Pholcus impressus - C.L. Koch, 1837
- Pholcus pluchei - Simon, 1866
- Pholcus rivulatus - Audouin, 1826
- Pholcus ruralis - Blackwall, 1858